# اشرف دهقانی
اشرف دهقانی (متولد ۱۳۲۸) فعال سیاسی و رهبر چریک‌های فدایی خلق ایران (جریان اشرف دهقانی) از احزاب کمونیستی اپوزیسیون جمهوری اسلامی ایران در خارج از ایران است. او از اعضای سازمان چریک‌های فدایی خلق ایران بود. او خودش را از مبارزان جنش ضد امپریالیستی می‌داند. دهقانی از مخالفان حکومت پهلوی بود و آن را «سگ زنجیره‌ای امپریالیسم» می‌دانست. مدتی پس از انقلاب ۵۷، او از مخالفان جمهوری اسلامی نیز شد و آن را همچنان وابسته به امپریالیسم می‌دید.
وی مدتی در ایران دستگیر و سپس از زندان فرار و به خارج کشور رفت. در آلمان و در سال۵۴، هنگامی که پلیس آلمان غربی بخاطر مسائلی به خانه اشرف دهقانی هجوم برد، مشخص شد که چریک‌های فدایی خلق برخی اعضاء را به خاطر اینکه می‌خواستند از زندگی مخفی دست بردارند، اعدام کردند.
در سال ۱۴۰۲، از نظر دهقانی، امپریالیسم که در «بستر مرگ افتاده» و صهیونیسم به عنوان «سگ زنجیره‌ای امپریالیسم آمریکا»، دشمنان مشترک و علت مشکلات خلق‌های منطقه هستند. او رهایی از مشکلات منطقه را در نابودی سلطه امپریالیسم و صهیونیسم می‌داند.

## زندگی
اشرف دهقانی در خانواده‌ای کارگر و تهی دست در تبریز زاده شد. پدرش با اینکه میرآبی بیسواد بود اهل سیاست بود و در سال‌های ۱۳۲۴ و ۱۳۲۵ عضو فرقه دموکرات آذربایجان بود. پس از حمله نیروهای کمکی دولت مرکزی ایران به پیکارجویان، خانه آنها پناهگاهی برای این عده محسوب می‌شد.
هنگامی که اشرف در سال ۱۳۲۸ به دنیا آمد پدرش زمینگیر شده بود. اشرف در شرایط سخت زندگی قرار گرفته و متکی به خود بار آمد. در دوازده سالگی او، خواهر بزرگش (روح‌انگیز) که معلم بود همراه مادرش به جای دیگری برای کار رفتند. بهروز دهقانی، برادر بزرگشان اشرف را به کتاب خواندن و تعمق تشویق می‌نمود. بهروز دهقانی نیز از مبارزان ضد پهلوی بود و با صمد بهرنگی و کاظم سعادتی دوستی داشت. آنها نیز تأثیر مهمی بر اشرف گذاشتند. اشرف دهقانی در مدرسه تلاش می‌کرد همکلاسی‌هایش را آگاه کند. یک بار معلم مدرسه نامه او و دوستش پیدا کرد و از آنها تعهد گرفت به مسایل سیاسی کاری نداشته باشند.
درگذشت صمد بهرنگی تأثیر زیادی بر اشرف و دیگران گذاشت و آنها مدتی منفعل شدند. در این هنگام بود که اشرف به بهروز دهقانی و رفقای مبارزش در مبارزه مسلحانه پیوست و رابطه رفاقت بزرگی بین آنها شکل گرفت.
پس از اینکه بهروز دهقانی از تحصیل در آمریکا برگشت دوباره کارها از سر گرفته شد و یکی از میان خود را با تراکتور به روستاهای اطراف فرستادند… اعضای گروه تراکتوری خریده بودند که با ظاهر کشاورز ولی برای جمع کردن یاران بیشتر به روستاهای دیگر بروند. کم‌کم ارتباط محفل تبریز با محفل امیرپرویز پویان-مسعود احمدزاده بیشتر می‌شد. پس از اینکه دو گروه به صورت مشترک تیمسار ضیا فرسیو، رئیس اداره دادرسی ارتش را در ۱۸ فروردین ۱۳۵۰ ترور کردند پیوند سازمانی واقعی بین آنها شکل گرفت و سازمان چریک‌های فدایی خلق ایران متولد شد. نام سازمان را در واقع اعضای شاخه تبریز پیشنهاد دادند و واژه‌های چریک و خلق که کلمات مأنوس آن روزگار بود را با واژه فدایی ترکیب کردند که توسط سایرین پذیرفته شد.
در فاصله سال‌های ۱۳۵۰–۱۳۵۱ ساواک موفق شد تعداد زیادی از اعضای سازمان را دستگیر، شکنجه و اعدام کند. اشرف و بهروز دهقانی یکبار موفق می‌شوند فرار کنند ولی ساواک برادر کوچکترشان محمد دهقانی را گرفت و زیر شکنجه برد که موجب بیماری اختلال حواس در وی شد. محمد را چهار سال زندان کردند. سپس کاظم سعادتی (رفیق قدیمی و شوهرخواهر آنها) دستگیر شد ولی او خود را یک فرد معمولی نشان داد و موفق شد موقتاً آزاد شود. البته ساواک او را زیرنظر داشت و کاظم که این را می‌دانست برای رساندن پیام هشدار به بهروز دهقانی و اشرف، رگ دست‌های خود را زد و جان سپرد. در اردیبهشت ۱۳۵۰ نیز بهروز دهقانی دستگیر شد و در زندان زیر شکنجه ساواک جان سپرد.

## زندان و فرار از زندان
اشرف دهقانی نیز در اردیبهشت ۱۳۵۰ در همان ابتدای فعالیت دستگیر شد. وی در هنگام دستگیری می‌گوید که «دست و پای هر مزدوری را که به دستم می‌رسید گاز می‌گرفتم.» اشرف دهقانی در دوره بازداشت کوشید آموزه‌های کمونیستی چریکی را مرور کند. وی می‌گوید: «موقعیت خوبی برای بیان کینه‌های طبقاتی خود یافته بودم. شروع به شعار دادن کردم: مرگ بر شما! جنایتکاران پست… دشمن خلق‌ها… زالوصفت‌هایی که خون زحمتکشان را می‌مکید.. بعد شعرهایی می‌خواندم… بلشویکوار بباید جنگید!»؛ وی همچنین می‌گوید: «در بین راه یاد یک رفیق مبارز برزیلی بودم که زبانش را با دندان‌هایش بریده بود تا حرف نزند، من هم می‌خواستم همین کار را بکنم کمی زبانم را گاز گرفتم ولی هرچه سعی کردم موفق نشدم البته در تصمیم خود چنان‌که باید قاطع نبودم.» دهقانی در خاطرات خودش می‌گوید که برخلاف تصورات بازجویان رفتار عادی و دلجویانه با وی داشته‌اند اما واکنش وی این بود که «فقط سرم آزاد بود که توانستم گوش پاسبانی که به دوشش بودم گاز بگیرم.» او از زندگی در زندان راضی نبود زیرا به نظر او در سلول‌ها وضعیت مناسب بود که باعث می‌شد از تفکر به «خلق» بازایستد و به زندگی معمولی و آنچه که او زندگی «مبتذل» می‌نامد بیافتد: «با دیدن شرایط مرفه زندان قصر به زودی متوجه شدیم که دشمن برای کشتن روحیه انقلابی تنها یک روش و یک تاکتیک به کار نمی‌برد فقط زندگی در سیاهچال شرایط سخت برای یک انقلابی نیست. بلکه برعکس زندگی در یک اتاق گرم و راحت نیز به اندازه سیاهچال شرایط سخت و بدی است و حتی تأثیر بدتر از آن دارد. در اینجاست که راحت‌طلبی‌ها و کمکم اعتیاد به زیستن و حفظ زیستن بدون هیچ تحولی به وجود می‌آید. اتاقی که ما در آن زندگی می‌کردیم اتاق بزرگی بود با پنجره‌های آفتاب‌گیر و دارای یک دستشویی و تختخوابهای بزرگ و خوب، تشکها و بالشهای نرم که بعضی‌ها در خانه پدریمان هم این وسایل گرم و نرم را نداشتیم.» او تمام تلاشش این بود که در دوران زندان کینه را در خودش از بین نبرد ولی آن را بیشتر و بیشترش کند: «زیر لب گفتم: ای کینه تو هم در جای خود چون محبت مقدسی!»
او توانست پس از ۲ سال از زندان فرار کند. در آن روز زندانیان سیاسی توانسته بودند بخاطر نوروز و سال نو (از اول تا پنجم فروردین) با بستگان خود در یک اتاق معمولی ملاقات کنند (در حالت عادی دیدار از پشت شیشه و میله‌های آهنی است) اشرف و ناهید (دوست و همبند اشرف) از مادرشان خواستند هربار که به ملاقاتشان می‌آیند یک چادر نماز اضافی هم بیاورند. در یکی از ملاقات‌ها اشرف توانست در فرصت مناسبی چادر اضافی را سر کند و همراه ملاقاتی‌ها از زندان خارج شود. ناهید موفق نشد فرار کند. اما اشرف از زندان خارج شد و رفقایش فوراً او را از محل دور کردند و با ماشین فرار کردند. اشرف پس از فرار در خانه تیمی فدائیان خلق به سر می‌برد و در مبارزات از جمله قتل سروان نیک طبع شرکت می‌کرد. او سپس به آلمان رفت.
خواهر اشرف، روح‌انگیز دهقانی (روحی) نیز که با کاظم سعادتی، از اعضای هسته اولیه سازمان چریک‌های فدایی خلق ایران ازدواج کرده بود در ۸ تیر ۱۳۶۰ در حالی که دو فرزند داشت، توسط جمهوری اسلامی تیرباران شد.

## ادامهٔ فعالیت در اروپا
در سال ۱۳۵۴ و هنگامی که پلیس آلمان غربی به خاطر برخی مسائل به خانه اشرف دهقانی هجوم برد، مشخص شد که فداییان در خارج از کشور بر اعدام سه عضو به خاطر عدم وفاداری و تقاضایشان برای خروج در سازمان صحه گذاشته بودند.
اشرف دهقانی چریک‌های فدایی خلق ایران (جریان اشرف دهقانی) را تشکیل داده است که به «جریان اشرف دهقانی» نیز معروف است و هم‌اکنون در اروپا به خصوص انگلستان فعالیت می‌کند.

## آثار
- «درجدال با خاموشی» تحلیلی از زندانهای جمهوری اسلامی در دهه ۶۰[۱۰]
- «راز» مرگ صمد...؟! بایگانی‌شده  در ۱۷ سپتامبر ۲۰۰۹ توسط Wayback Machine
- «بذرهای ماندگار» خاطراتی از مبارزات چریکهای فدائی خلق و نقد برخی ایده‌ها[۱۱]
- حماسه مقاومت[۱۲]
- تواب، پدیده‌ای نوظهور در زندان!
- چریک‌های فدائی خلق و بختک حزب توده خائن

## فهرست منابع
- Moghadam, Val; Ashtiani, Ali (1991). "The Left and revolution in Iran". Race & Class. 33 (1): 86–91. doi:10.1177/030639689103300106. ISSN 0306-3968.
- Moghadam, Valentine M. (December 2019). "Revolutions and Women's Rights: The Iranian Revolution in Comparative Perspective".  In Stenberg, Leif; Savant, Sarah (eds.). 40 Years On: Reflections on the Iranian Revolution. Abdou Filali-Ansary Occasional Paper Series. Vol. 1. Aga Khan University. pp. 8–11. ISSN 2633-8890 – via Academia.edu.
- Moghissi, Haideh (1996) [1994]. "The Fedayeen and Women's Struggle". Populism and Feminism in Iran. Macmillan Press. pp. 107–138. doi:10.1007/978-1-349-25233-6_7. ISBN 978-0-333-67412-3.
- Sedghi, Hamideh (2007). "Women and the State". Women and Politics in Iran: Veiling, Unveiling, and Reveiling. Cambridge University Press. pp. 152-196. doi:10.1017/CBO9780511510380. ISBN 978-0-521-83581-7.
- Shahidian, Hammed (1997). "Women and Clandestine Politics in Iran, 1970-1985". Feminist Studies. 23 (1): 7–42. doi:10.2307/3178296. JSTOR 3178296.
- Tohidi, Nayereh (1991). "Gender and Islamic Fundamentalism: Feminist Politics in Iran".  In Mohanty, Chandra Talpade; Russo, Ann; Torres, Lourdes (eds.). Third World Women and the Politics of Feminism. Indiana University Press. pp. 251–267. ISBN 0-253-33873-5. LCCN 90-43510.
- Vahabzadeh, Peyman (7 December 2015). "Fadāʾiān-e ḵalq". Encyclopædia Iranica. Retrieved 20 September 2023.
- Zabir, Sepehr (2011) [1982]. Iran Since the Revolution. Routledge. pp. 109–111, 208. ISBN 978-0-415-61069-8.

## پیوند بیرون
- الگو:وبگاه شخصی
- سیاهکل - وبگاه چریک‌های فدایی خلق ایران (جریان اشرف دهقانی)